# Woosukia subhexagona
Woosukia subhexagona is een mosdiertjessoort uit de familie van de Lacernidae. De wetenschappelijke naam van de soort is, als Schizoporella subhexagona, voor het eerst geldig gepubliceerd in 1890 door Ortmann.